# Otto Englander
Otto Englander (Tuzla, 17. veljače 1906. – Los Angeles, 13. listopada 1969.), bosanskohercegovački i američki scenarist židovskog podrijetla.

## Životopis
Otto Englander je rođen 17. veljače 1906. godine u Tuzli. Sin je tuzlanskih Židova Bele Englender i Gisele Lisska. S dvadeset godina starosti napušta Tuzlu i odlazi u Sjedinjene Američke Države  gdje završava umjetničku školu Chester School u New Yorku. Po završetku obrazovanja uputio se u Los Angeles, gdje je postao dio kreativnog tima Walt Disneyja, u vrijeme kada je ovaj studio razvijao neke od najvećih animiranih hitova u povijesti. 
Englander se vrlo brzo etablirao kao pouzdan partner, te je postao autor scenarija i priča za brojne kratke animirane filmove iz serije o "Mickey Mouseu" i "Pašku Patku", ali i nizu drugih antologijskih animiranih filmova uz koje su odrasle generacije ljubitelja animacije. Njegov prvi dugometražni animirani film bio je "Snjeguljica i sedam patuljaka", koji je prema izboru American Film Institutea izabran za najbolji animacijski klasik svih vremena. Nakon tog filma, radio je filmove "Fantasia" i nadaleko poznati "Dumbo". 
Pored animiranih filmova, Englander je radio i na scenarijima za igrane western filmove kao što su "Massacre River" i "The boy from Indiana", a učestvovao je i u izradi kostimirane povijesne akcije "The Diamond Queen."
Bio je u oženjen Ernom Pinto, također podrijetlom iz Bosne i Hercegovine, koja je bila dopisnica Politike  iz SAD-a.
Umro je u Los Angelesu, 13. listopada 1969. godine.

## Sjećanje
U znak sjećanja na Englandera, Tuzla Film Festival od 2018. godine dodjeljuje Nagradu Otto Englander za najbolji scenarij.

## Vanjske poveznice
- Otto Englander